# Ъстрад Мънах
Ъ̀страд Мъ̀нах (на уелски: Ystrad Mynach) е град в Южен Уелс, графство Карфили. Разположен е в долината Римни Вали около река Римни на около 20 km на север от столицата Кардиф. Има колеж, в който учат около 12 000 студенти по минно дело. Добив на въглища. Има жп гара от 1857 г. От северната му част започва главният административен център на графството село Хенгойд. Населението му е около 10 000 жители.

## Личности

### Родени
- Мървин Бърч (1929 – 2015), уелски композитор